# 天船增六
天船增六，即英仙座53（53 Persei，53 Per），又名BD+46 872，HD 27396、SAO 39483、HR 1350，是英仙座的一颗恒星，為光譜型B4IV的藍色次巨星。它的視星等4.80，並根據視差可推算其距離地球約510光年。天船增六為變星，是慢脈動B型變星的原型恆星。但也有部分研究否認天船增六為該型變星。